# Waldemar Schweitzer
Waldemar Schweitzer (* 16. Juni 1926 in Wissen an der Sieg; † 9. Dezember 1978 in Stuttgart) war ein deutscher Journalist und Verleger.

## Leben
Er war im Zweiten Weltkrieg Panzergrenadier und wurde schwer verwundet. Nach dem Krieg arbeitete Schweitzer als Volontär bei einer Militärregierungszeitung. Höhepunkt seiner ersten journalistischen Jahre war ein Interview mit dem damaligen Kölner Oberbürgermeister Konrad Adenauer. Politisch engagierte er sich bei den Jungsozialisten. Ab 1948 verfasste er als Freiberufler Artikel für süddeutsche und Schweizer Tageszeitungen.
Von 1953 bis 1957 arbeitete Schweitzer als Spiegel-Korrespondent für Baden-Württemberg. 1961 gründete er in Stuttgart die Zeitschrift DM, die erste Testzeitschrift auf dem deutschen Markt, die schon bald mit ihren Produktuntersuchungen für Aufsehen sorgte.
Bei den Verbrauchern, die nun erstmals Alltagswaren in Qualität und Preis vergleichen konnten, hatte Waldemar Schweitzer mit DM großen Erfolg. Vonseiten der kritisch beurteilten Warenproduzenten wurde Schweitzer mit Klagen überhäuft. Er ließ sich hierdurch nicht von weiteren vergleichenden Warentests abhalten. Mit Gründung der Stiftung Warentest und Herausgabe der zugehörigen Zeitschrift TEST gingen die Verkaufszahlen für DM deutlich zurück.
Darüber hinaus betätigte sich Schweitzer als Filmproduzent bei dem Krimi Nebelmörder und dem Musikfilm Ein Ferienbett mit 100 PS. Mit der Herausgabe von Die Zeitung, die dem Spiegel Konkurrenz machen sollte, überhob er sich allerdings finanziell, was 1966 zum Verkauf der DM führte.

## Filmografie (Auswahl)
- 1965: Ein Ferienbett mit 100 PS